# Povo haddad
O haddad (também conhecido como danoa) é um grupo étnico muçulmano do Sahel encontrado na Nigéria, Chade e Sudão, numerando mais de 250 mil indivíduos. Vivem no meio de outras pessoas e não têm língua própria, mas falam a língua da comunidade envolvente. O emprego tradicional da comunidade sempre foi a ferraria.
Eles são universalmente desprezados por todos os outros grupos étnicos e vivem segregados, geralmente sem quaisquer direitos de propriedade ou água. Eles são estritamente endogâmicos e muitas vezes considerados intocáveis pelos membros de outros grupos. Esses sentimentos são correspondidos pelo povo haddad, que mantêm uma visão elevada de seu grupo. Recentemente, os membros do haddad, devido ao declínio do monopólio da ferraria causado pela importação, começaram a migrar para as cidades sudanesas, vivendo ao lado de outras etnias.